# Bout de Zan et l'embusqué
Bout de Zan et l'embusqué er en fransk stumfilm fra 1915 af Louis Feuillade.